# Roche-en-Forez
Roche-en-Forez is een gemeente in het Franse departement Loire (regio Auvergne-Rhône-Alpes). De gemeente telt 253 inwoners (1999). De plaats maakt deel uit van het arrondissement Montbrison.

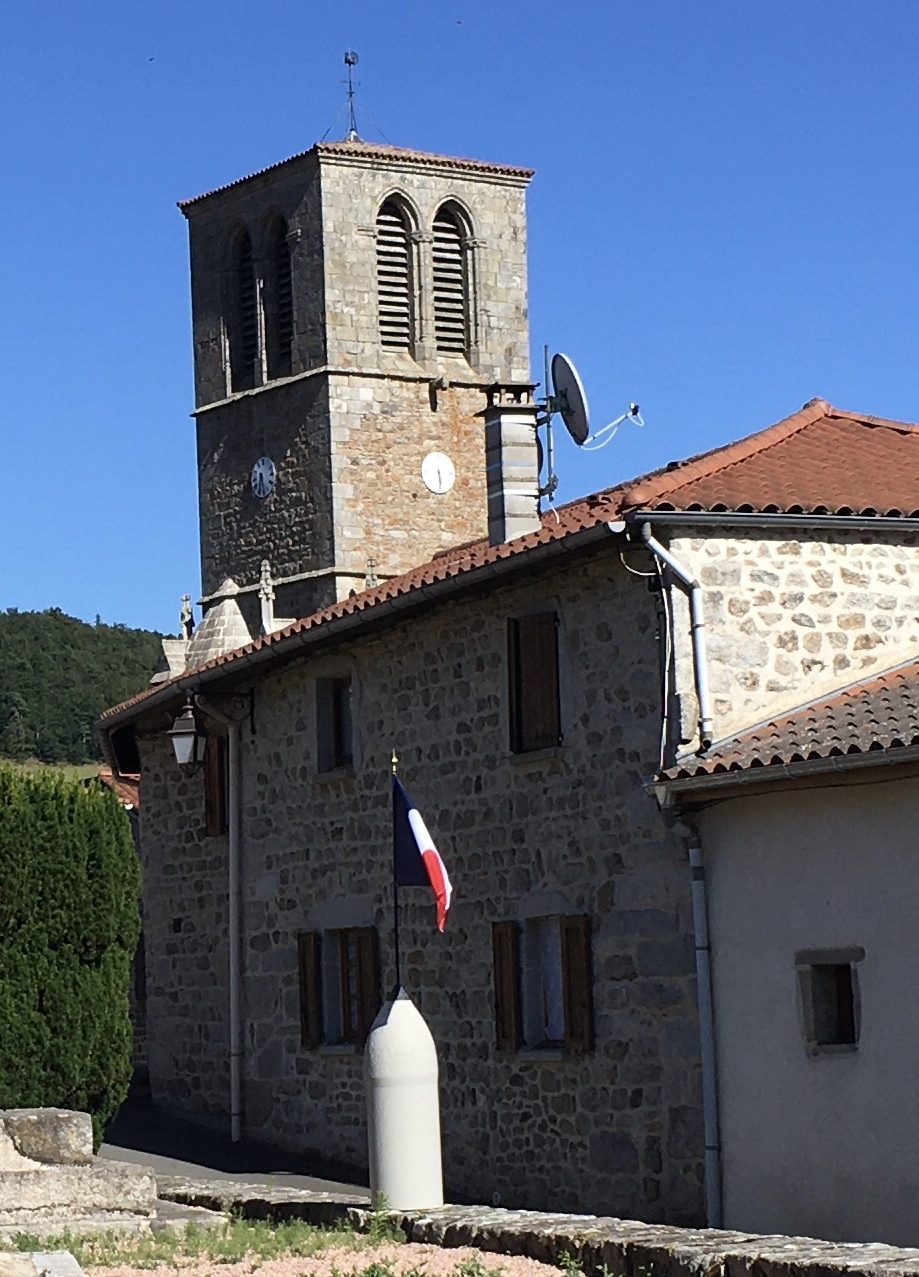
Église Saint-Martin

## Geschiedenis
Een oude vermelding van de plaats gaat terug tot de 11de eeuw als Rochi. Op de 18de-eeuwse Cassinikaart is het dorp Roche sur Montbrisons aangeduid.
Op het eind van het ancien régime eind 18de eeuw, toen de gemeenten werden gecreëerd, werd Roche een gemeente.
Op 1 januari 2025 werd de gemeentenaam officieel gewijzigd van Roche naar Roche-en-Forez, verwijzend naar de streek van de Forez.

## Geografie
De oppervlakte van Roche bedraagt 23,9 km², de bevolkingsdichtheid is 10,6 inwoners per km².
De onderstaande kaart toont de ligging van Roche-en-Forez met de belangrijkste infrastructuur en aangrenzende gemeenten.

## Bezienswaardigheden
- De Église Saint-Martin

## Demografie
Onderstaande figuur toont het verloop van het inwonertal (bron: INSEE-tellingen).